# Хесе Родригес
Хесе́ Родри́гес Руи́с (на испански: Jesé Rodríguez Ruiz или познат само като Хесе́) е испански футболист, играещ като нападател за малайзийския Джохор Дарул Такзим.
Той е продукт на школата на Реал Мадрид и прави своят дебют за втория отбор през 2011 г., а през 2013 г. е извикан да играе и за първия отбор.

## Състезателна кариера

### Реал Мадрид

#### Юноши
Роден е на 26 февруари 1993 г. в Лас Палмас, Канарските острови, и се присъединява към школата на Реал Мадрид през 2007 г. на 14-годишна възраст.  На 16 януари 2011 г., прави своя дебют за Реал Мадрид Кастиля в Сегунда Дивисион B при домакинската победа над Универсидад де Лас Палмас с 5:0.
След успешното му представяне при юношите през сезон 2010/11, където отбелязва 17 гола, е извикан в състава на Реал Мадрид Кастиля.

#### Реал Мадрид Кастиля
През юли 2011 г. е повикан в първия отбор от тогавашния треньор на Реал Мадрид, Жозе Моуриньо за лятната подготовка за сезон 2011/12. Прави своя неофициален дебют на 17 юли в приятелския мач срещу Лос Анджелис Галакси, в който заменя Хосе Кайехон в 64-тата минута.
Отбелязва първия си официален гол за Кастиля на 2 октомври 2011 г. срещу Ла Рода след асистенция на Алваро Мората. На 6 декември е извикан от Моуриньо за гостуването на Аякс в мач от груповата фаза на Шампионската лига, но не взима участие в срещата, а отборът му побеждава с 3:0.  Въпреки това и само шест дни по-късно отново попада в групата за Понферадина в мач от първия кръг на Купата на краля, като в него заменя Кристиано Роналдо в 75-ата минута за победата с 2:0. 
На 24 март 2012 г. прави своя дебют в Примера дивисион, като в последните десет минути отново заменя Роналдо при домакинската победа с 5:1 над Реал Сосиедад. В края на октомври Моуриньо казва, че той е бил използван в Кастиля на позиция, която не съществува в основния състав. Два месеца по-късно неговият агент казва, че те ще трябва да проучат вариантите за бъдещето на играча, ако той не бъде извикан за постоянно в първия отбор през следващата година. През февруари 2013 г. и след договорено значително игрово време футболистът заявява, че е уверен, че ще се справи достатъчно добре, за да може да получи възможност да се изкачи нагоре до първия тим.
На 2 юни 2013 г., отбелязва гол за победата с 4:0 у дома срещу Алкоркон, с който подобрява рекорда за най-много отбелязани попадения в един сезон за Кастиля (21), който дотогава е принадлежал на легендата Емилио Бутрагеньо от сезон 1983/84, а по-късно заявява, че иска да остане в клуба.

#### Реал Мадрид
В края на юли 2013 г. удължава договора си с Реал Мадрид за още четири сезона до 2017 г.
На 2 октомври 2013 г. прави своя дебют в Шампионската лига като влиза в 81-вата минути при домакинската победа с 4:0 над Копенхаген в мач от груповата фаза на турнира. Първия си официален гол за Реал Мадрид бележи на 26 октомври след асистенция на Роналдо при гостуването на Барселона, а срещата завършва 2:1 в полза на домакините.
В 17-ия, последен кръг на Примера дивисион за календарната 2013 г. отбелязва победния гол в 82-рата минута (2:3) за отбора си при гостуването на Валенсия.
В първия мач за календарната 2014 г., в приятелски мач срещу ПСЖ игран в Доха, Катар, Хесе отбелязва единственото попадение за своя отбор при победата с 0:1 в 18-а минута.

### Пари Сен Жермен
На 8 август 2016 г. Хесе преминава във френския Пари Сен Жермен за сумата от 25 млн. евро, а договора му е за срок от 5 години. В него има клуза „Анти-Барселона“, което забранява в бъдеще ПСЖ да го продаде на големия съперник на Реал Мадрид.

## Национален отбор
Хесе играе във всички формации на испанския национален отбор от 16 до 21-годишни. Прави дебюта си през 2009 г. за Испания до 17 г., който през 2010 г. достига до финала на Европейското първенство по футбол до 17 г.
На Европейското първенство до 19 години през 2012 г., проведено в Естония, отбелязва четири гола само в груповата фаза, от които хеттрик за равенство 3:3 срещу Португалия на 6 юли. Петия си гол на първенството отбелязва във финалната среща срещу отбора на Гърция (1:0) и става голмайстор на турнира.
Хесе вкарва пет гола за Испания до 20 години на Световното първенство до 20 години в Турция и получава бронзовата обувка за трети голмайстор на турнира.

## Стил на игра
Хесе може да играе от позицията на полузащитник (зад нападателя) до позиция крило от двете страни на терена, както и централен нападател. В Кастиля, под ръководството на Торил, той често играе фалшива 9 във формацията 4-3-3 на отбора, и редовно се включва по фланговете заради способността си да играе и с двата крака. След като започва да играе в първия отбор през 2013 г. под ръководството на Карло Анчелоти, е сложен на поста като крило.
Заради неговите технически способности, умението да играе с двата крака и да бъде трудно спрян от противниковите играчи, много често е сравняван със стила на игра на португалската звезда на Реал Мадрид – Кристиано Роналдо.

## Успехи

### Клубни

#### Реал Мадрид
- Ла Лига (1): 2011/12
- Купа на Испания (1): 2013/14
- Шампионска лига (2): 2013/14, 2015/16
- Световно клубно първенство – 2014

#### Реал Мадрид Кастиля
- Сегунда Дивисион Б – 2011/12

### Национален отбор
- Европейско първенство до 17 г.
  - Сребро – 2010
- Европейско първенство до 19 г. – 2012

### Лични
- Голмайстор на Европейско първенство до 19 г. – 2012
- Световно първенство до 20 г. – 2013
  - (бронзова обувка – трети голмайстор)

## Статистика

### Клубна
- Последна промяна: 8 август 2016 г.

| Отбор             | Сезон             | Първенство | Първенство | Купа на страната | Купа на страната | Европа | Европа | Други  | Други  | Общо   | Общо   |
| Отбор             | Сезон             | Мачове     | Голове     | Мачове           | Голове           | Мачове | Голове | Мачове | Голове | Мачове | Голове |
| ----------------- | ----------------- | ---------- | ---------- | ---------------- | ---------------- | ------ | ------ | ------ | ------ | ------ | ------ |
| Реал Мадрид Б     | 2010/11           | 3          | 0          | —                | —                | —      | —      | 0      | 0      | 3      | 0      |
| Реал Мадрид Б     | 2011/12           | 39         | 10         | 3                | 2                | —      | —      | 0      | 0      | 42     | 12     |
| Реал Мадрид Б     | 2012/13           | 38         | 22         | —                | —                | —      | —      | 0      | 0      | 38     | 22     |
| Реал Мадрид Б     | Общо              | 80         | 32         | 3                | 2                | —      | —      | 0      | 0      | 83     | 34     |
| Реал Мадрид       | 2011/12           | 1          | 0          | 1                | 0                | 0      | 0      | 0      | 0      | 2      | 0      |
| Реал Мадрид       | 2013/14           | 18         | 5          | 8                | 3                | 5      | 0      | 0      | 0      | 31     | 8      |
| Реал Мадрид       | 2014/15           | 16         | 3          | 3                | 1                | 3      | 0      | 1      | 0      | 23     | 4      |
| Реал Мадрид       | 2015/16           | 28         | 5          | 1                | 0                | 9      | 1      | —      | —      | 38     | 6      |
| Реал Мадрид       | Общо              | 63         | 13         | 13               | 4                | 17     | 1      | 1      | 0      | 94     | 18     |
| Пари Сен Жермен   | 2016/17           | 0          | 0          | 0                | 0                | 0      | 0      | 0      | 0      | 0      | 0      |
| Общо за кариерата | Общо за кариерата | 142        | 45         | 16               | 6                | 17     | 1      | 1      | 0      | 177    | 52     |

Бележки
1. ↑  Мачове за Супер купа на Европа, Приятелски срещи и други.